# Aguntum

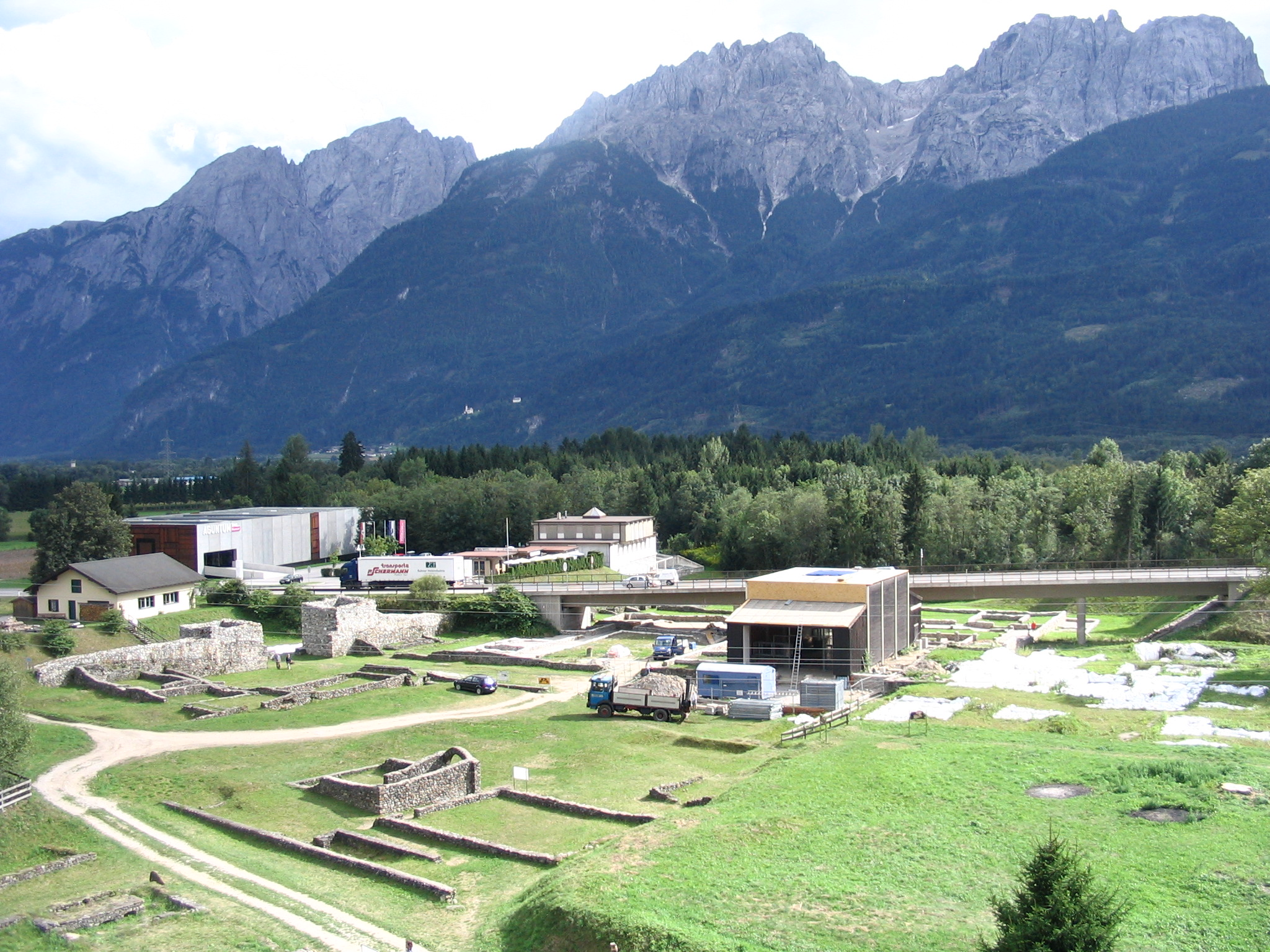
Die Ausgrabungen in Aguntum im August 2006, zu sehen sind auch Bauarbeiten

Aguntum war eine römische Siedlung, die unter Kaiser Claudius im 1. Jh. n. Chr. zur autonomen Stadt, zum „Municipium Claudium Aguntum“, erhoben wurde. Die Ruinen von Aguntum liegen in Osttirol (Österreich) etwa vier Kilometer östlich von Lienz in der Gemeinde Dölsach. Die Ausgrabungsfläche beträgt 30.000 m².

## Geschichte
Die Ursprünge der Stadt sind noch nicht eindeutig geklärt. Das norische Volk der Laiancer hatte hier seinen Wohnsitz; ihr Name ist noch heute in dem der Stadt Lienz erkennbar. Einer Theorie zufolge hätte sich die Siedlung aus einer Straßenstation (mansio) an der Via Julia Augusta entwickelt. Sie liegt an der antiken Straßenabzweigung ins Mölltal, von wo wertvolles Tauerngold geliefert wurde.
Das Fundmaterial spricht für eine intensive Bautätigkeit und Stadtentwicklung unter Kaiser Claudius. Als rätselhaft wird die nur ostseitig vorhandene Stadtmauer bezeichnet. Diese im zweiten oder dritten Jahrhundert zum Repräsentativbau umgestaltete Mauer wurde zuletzt mit der Ersterrichtung als frühaugusteische Sperrmauer an der Via Julia Augusta erklärt. Da allerdings archäologische Beweise für eine Besiedelung des späteren Stadtgebietes bereits in augusteischer Zeit fehlen, kann dies beim momentanen Forschungsstand nur als Hypothese betrachtet werden.
Die Stiefsöhne Kaiser Augustus’ eroberten 15 v. Chr. die Alpenländer. Diese Gebiete wurden daraufhin als die römischen Provinzen Noricum und Rätien eingegliedert.
Die Eroberung Noricums dürfte nach der heute vorhandenen Quellenlage recht friedlich vor sich gegangen sein. Beziehungen Roms zu den Völkern nördlich der Alpen (bzw. an deren Südrand) sind ab dem 2. Jh. v. Chr. überliefert. Mit der römischen Eroberung der Alpenländer wurde auch das befreundete Noricum stärker an Rom gebunden und schließlich als Provinz dem römischen Reich einverleibt. Als Endpunkt dieses Prozesses wurden unter Kaiser Claudius fünf Municipia, und zwar Iuvavum, Teurnia, Virunum, Celeia und Aguntum eingerichtet.
Nach der Erhebung zum Municipium erlebte Aguntum eine zumindest zwei Jahrhunderte andauernde Blütezeit, die sich in der Errichtung zahlreicher öffentlicher und privater Gebäude widerspiegelt. So wurden noch im ersten Jahrhundert die Stadtmauer, das Atriumhaus (beide in der zweiten Hälfte 1. Jh. n. Chr.) sowie die große Thermenanlage (mehrphasig mit Beginn noch in der ersten Hälfte des 1. Jh. n. Chr.) errichtet.
Teil des vom »Municipium Claudium Aguntum« verwalteten Stadtgebiets war sowohl der Bereich des heutigen Osttirols als auch das Pustertal mitsamt seinen Nebentälern. Der Einflussbereich von Aguntum erstreckte sich bis zum Felbertauern im Norden, zum Kärntner Tor im Osten, (vermutlich) Mühlbach im Pustertal im Westen und zu den Übergängen ins Gailtal, zum Kreuzbergsattel und (vermutlich) ins Enneberg im Süden.
Die Stadt blieb zumindest bis in das 5. Jh. n. Chr. hinein bewohnt, allerdings wurde bereits ab dem 3. Jh. n. Chr. das nahegelegene Lavant stärker besiedelt. Die dortigen topographischen Voraussetzungen (erhöhte Lage, sogenannte „Höhensiedlung“) boten der Bevölkerung in der Spätantike besseren Schutz vor feindlichen Übergriffen als die Flachlandsiedlung Aguntum.
Nach der Schlacht bei Aguntum 610 zwischen Baiern und Slawen drangen die Slawen in die Täler Osttirols vor, und Aguntum wurde völlig zerstört.

## Ausgrabungen

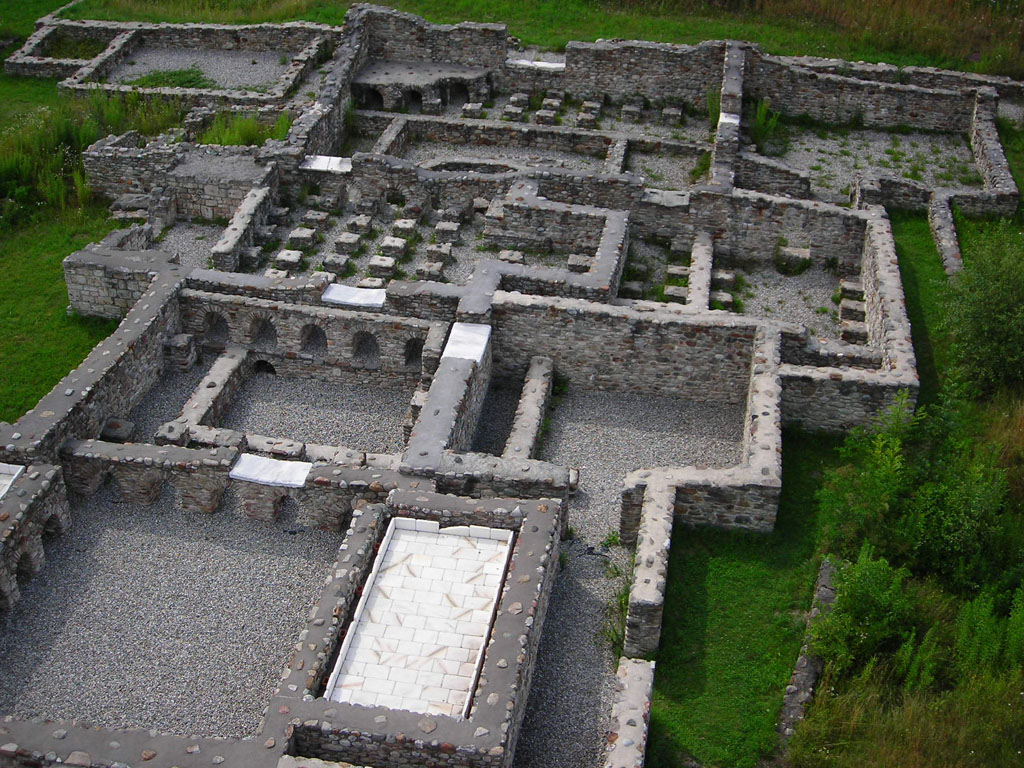
Ruine der Therme

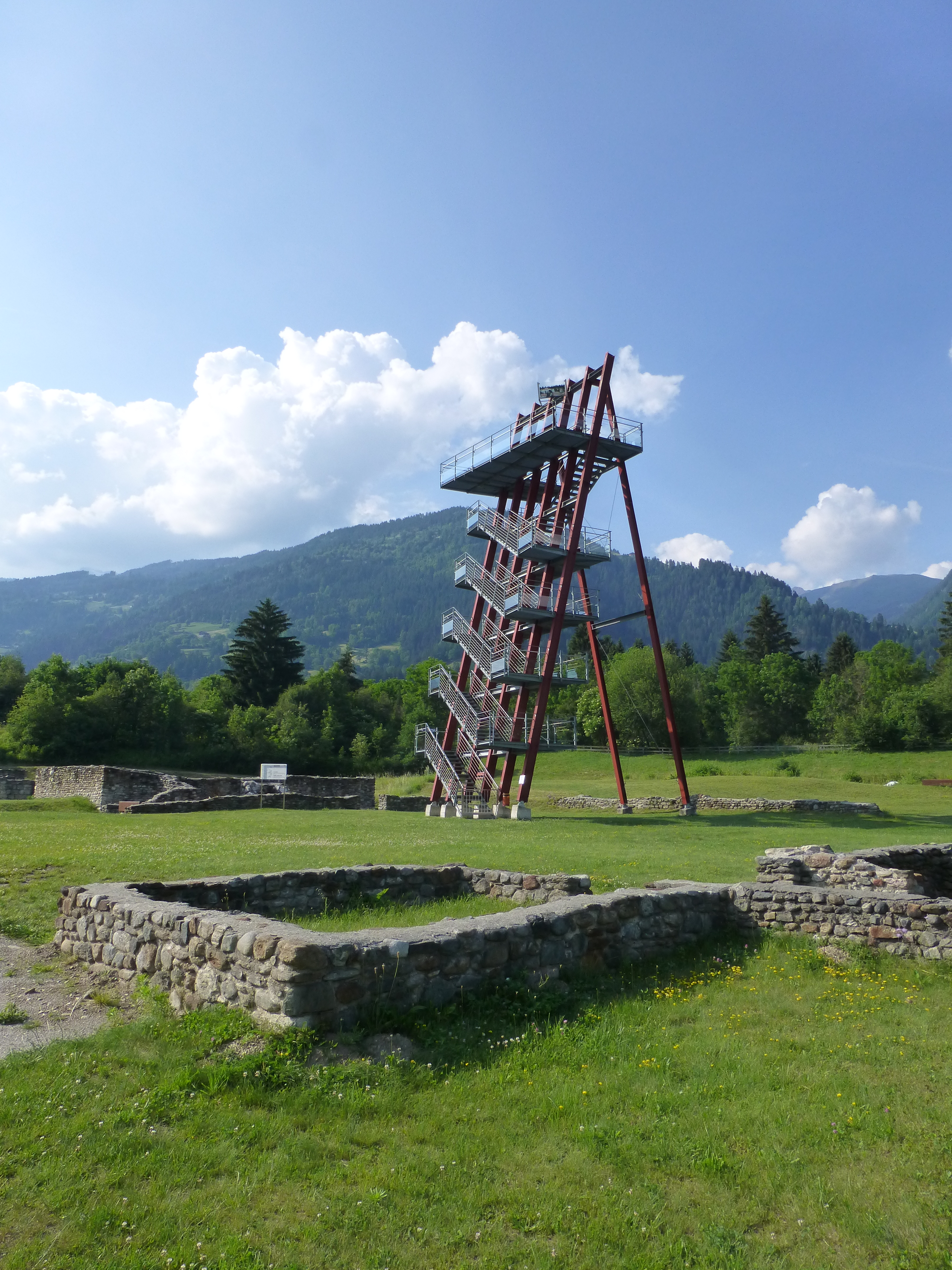
Der Aussichtsturm im nördlichen Teil von Aguntum

Noch im 16. Jahrhundert waren Ruinen der Stadt sichtbar, deshalb kam damals die Sage von der Zwergenstadt auf. Der Grund dafür war, dass von den Gebäuden nur noch die niedrigen Gewölbe und Gänge des Zwischenbodens der Hypokaustheizung erhalten waren. So war man davon überzeugt, dass die Räume nur von Zwergen bewohnt worden sein konnten.
Erste Ausgrabungen fanden im 18. Jahrhundert statt. Seit Beginn des 20. Jahrhunderts wurden von der Universität Wien und dem Österreichischen Archäologischen Institut in Wien Ausgrabungen durchgeführt. Im Jahre 1991 wurde ein Vertrag zwischen dem Land Tirol und dem Institut für Klassische und Provinzialrömische Archäologie der Universität Innsbruck geschlossen, wodurch das Institut nun die Verantwortung für die Grabungen trägt. Heute kann man neben dem Museum die Stadtmauer, das Atriumhaus, die Therme, das so genannte Handwerkerviertel und das Macellum besichtigen.

### Macellum
Das Macellum wurde bei Grabungen im Jahre 2006 am westlichen Rand des Grabungsgeländes freigelegt. Das kreisrunde Gebäude gab anfangs Anlass zu Spekulationen über dessen Funktion; damals war von einem Versammlungsort oder einem Kultbau die Rede. Solche Rundbauten wurden zwar im italienischen Mutterland des Römischen Reiches und in den afrikanischen und orientalischen Provinzen häufig gefunden, sind aber in den nördlichen Provinzen selten. Es gilt aber heute als wahrscheinlich, dass es sich bei dem Gebäude ebenso wie bei den meisten anderen kleinen Rundbauten in den südlichen Provinzen des Reiches um ein Macellum handelt, eine kleine Markthalle, in der Lebensmittel wie Fleisch, Fisch und Austern verkauft wurden. Lebende Austern wurden damals mit Eis gekühlt und mit Stroh isoliert von Wagen bis nach Köln und Mainz sowie in andere Provinzstädte gebracht.

### Stadtmauer
Die Stadt wurde einst von einer Mauer umgeben, die etwa 400 m lang, 2,45 m dick und 7 m hoch und aus Bachsteinen und Mörtel errichtet war. Derzeit wird sie bis zu einer Höhe von 5–6 m rekonstruiert. Durch ein 9,50 m breites Haupttor, dessen Erbauungszeit noch nicht geklärt ist, fand man Einlass in die Stadt. Das Haupttor hatte zwei Durchlässe und wurde von Türmen flankiert, die an ihrer Außenseite Türen besaßen, was zeigt, dass sie keinen oder nur geringen verteidigungstechnischen Zweck erfüllten.

### Tempel
Im Jahr 2019 wurden genau in der Mitte des Forums eine Steinmauer mit den Abmessungen 6 m × 5 m × 1 m gefunden. Vermutlich handelt es sich dabei um die Reste eines Tempels aus dem ersten Jahrhundert.

### Therme
Die Therme befindet sich im Nordwesten des Grabungsgeländes. Die große Therme war ein öffentliches Gebäude, nicht nur zur Körperreinigung, sondern auch soziales und kulturelles Zentrum. Die repräsentative Thermenanlage wurde seit dem 1. Jh. n. Chr. mehrmals umgebaut und in der zweiten Bauphase um 180° gedreht. Somit lag der Eingang seitdem im Westen nahe dem Debantbach. Der Wohlstand der Aguntum-Bewohner zeigt sich an den geborgenen, wertvollen Fundstücken und in den Abwasserkanälen gefundenen Schmuckstücken sowie an der architektonischen Ausstattung der Therme: Türschwellen aus Marmor, marmorverkleidete Wände und Warmwasserbecken, Wandmalereien und Mosaikböden.

### Versammlungssaal
Im Jahr 2018 wurde bei Ausgrabungen ein Versammlungssaal entdeckt, welcher ersten Befunden nach auf einen Saal zur Rechtsprechung schließen lässt. Der Saal hat eine Gesamtfläche von 360 Quadratmeter, war mit Marmor verziert und einer Fußbodenheizung ausgestattet.

## Aussichtsturm
Im nördlichen Teil des Ausgrabungsgeländes steht seit 1997 ein 18,9 Meter hoher stählerner Aussichtsturm. Der Aufgang erfolgt über insgesamt 91 Stufen und fünf Zwischenpodeste bis zur 15 Meter hoch liegenden Aussichtsplattform. Von hier hat man einen sehr guten Blick auf die Ausgrabungen und die eindrucksvolle Landschaft des Lienzer Beckens.

## Museum

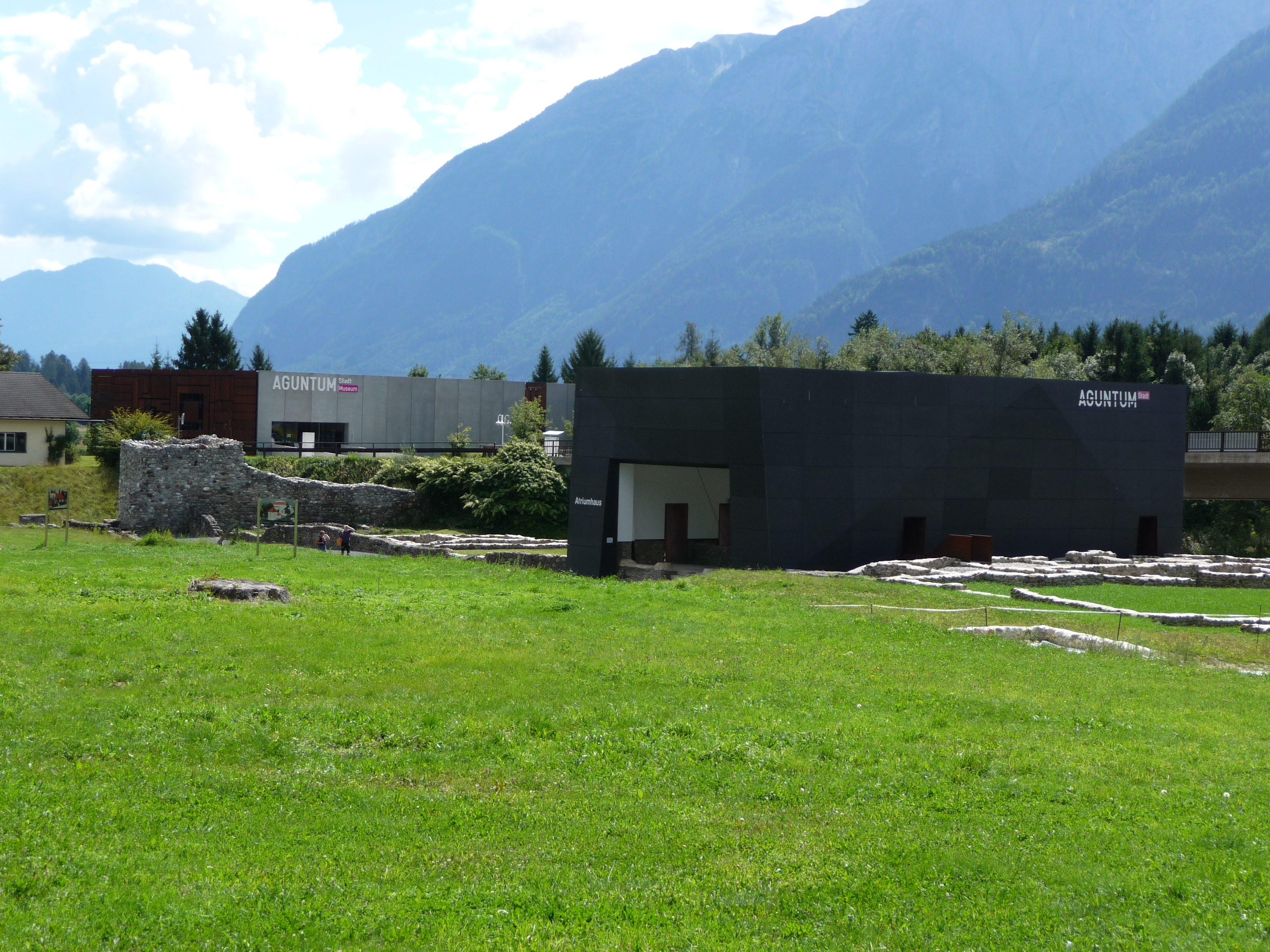
Museum (links) und Schutzbau (im Vordergrund); im Hintergrund die Brücke der Bundesstraße, die das Ausgrabungsgelände überspannt

Wegen der Gefahr von Überschwemmungen und Vermurungen durch den nahe gelegenen Debantbach wurde ab 1999 ein Schutzbau direkt über einem Bereich des Atriumhauses errichtet, der in der Folgezeit zum Museum ausgebaut wurde. Dieser Schutzbau wurde ab dem Jahr 2006 erneuert und erstreckt sich heute über den Zentralbereich des Atriumhauses. 
Seit Juni 2005 ist das neu gebaute Museum Aguntum zugänglich. Das Museum hat eine Ausstellungsfläche von 1250 m² und befindet sich auf der der Grabung gegenüber liegenden Seite der Bundesstraße auf Straßenniveau. Im Rahmen des 32. Österreichischen Museumstages in Graz wurde dem Museum Aguntum 2021 das Österreichische Museumsgütesiegel verliehen.